# 71539 VanZandt
71539 VanZandt è un asteroide della fascia principale. Scoperto nel 2000, presenta un'orbita caratterizzata da un semiasse maggiore pari a 3,1310788 UA e da un'eccentricità di 0,0598030, inclinata di 10,51928° rispetto all'eclittica.